# Invitation to Openness
Invitation to Openness ist ein Musikalbum von Hal Galper. Die am 27. September 2008 im Big Twig Studio in Roscoe, New York, entstandenen Aufnahmen erschienen am 18. März 2022 auf Origin Records.

## Hintergrund
Nachdem Hal Galper im Jahr 2000 nach einem produktiven Jahrzehnt sein viel tourendes Trio aufgelöst hatte, kehrte der Pianist in seine Heimat zurück, um an Konzepten zu arbeiten, die von 2006 bis 2020 zu einer neuen Periode der Innovation führen sollten. Dank seiner Verbindung mit dem Bassisten Tony Marino und dem Schlagzeuger Billy Mintz verfolgte Galper einen Rubato-Ansatz in Bezug auf Zeit und Bewegung, der zuerst 2006 auf Agents of Change und dann auf seinen darauf folgenden Aufnahmen und Tourneen von 2007 bis 2020 mit dem Bassisten Jeff Johnson und dem Schlagzeuger John Bishop dokumentiert wurden. Dieses 2008 entstandene Album mit dem Trio Agents of Change aus der Frühzeit seines Rubatospiels wurde für WJFF Radio in Sullivan County, New York, aufgenommen. Es spiegelt eine Zeit und einen Ort in Galpers Karriere wider, in der er sich seiner musikalischen Stimme sicher wurde und sich als Teil der kulturellen Gemeinschaft der Catskills fühlte. Nach Jahrzehnten auf Tour und in New York City hatte sich Galper in den Bergen niedergelassen. 
14 Jahre nach dieser Aufnahme trat er wieder wöchentlich mit Marino und Mintz in der Nähe seines Zuhauses auf.

## Titelliste
- Hal Galper: Invitation to Openness (Origin Records – ORIGIN 82843)[1]

1. Embraceable You (George Gershwin) 11:18
2. Rapunzel’s Luncheonette 10:51
3. Winter Heart 9:45
4. Ambleside (John Taylor) 6:56
5. Invitation to Openess 8:29
6. Take the Coltrane (Duke Ellington) 8:38
7. Wandering Spirit 7:49
8. Constellation (Charlie Parker) 7:29

Wenn nicht anders vermerkt, stammen die Kompositionen von Hal Galper.

## Rezeption
Nach Ansicht von Dan McClenaghan, der das Album in All About Jazz rezensierte, hat sich die Veränderung in Galpers Trio-Ansatz sich voll erst auf den sechs weiteren Origin-Aufnahmen mit seinem West Coast Trio entfaltet, an dem Schlagzeuger John Bishop und Bassist Jeff Johnson. Zwei dieser Aufnahmen – Airegin Revisited (2012) und O’s Time (2014) – würden als Meisterwerke seiner späten Karriere gelten. Angesichts der Produktivität und konstanten Exzellenz dieses West Coast Trios mag Galpers Arbeit mit Marino und Mintz mit nur einem einzigen Album wie eine Fußnote erscheinen, doch diese Fußnote werde mit Invitation to Openess größer und besser. Dieses Album zeige das Trio in Hochform. Seine über elfminütige Interpretation von Gershwins „Embraceable You“ zeige, wie er diese konventionelle (wenn auch bessere) Melodie aus dem Great American Songbook (es ist eben Gershwin) in unerwartete Richtungen gehe – manchmal geradlinig, oft aggressiv, manchmal bis zur Unkenntlichkeit verzerrt, und an jeder Ecke gebe es Überraschungen.
Wie bei allen seinen Rubato-Veröffentlichungen würde Galper auch auf Invitation to Openness eine kluge Auswahl aus Jazzstandards und Melodien aus dem Great American Songbook treffen und die Permutationen der zuvor erwähnten Gershwin-Komposition erkunden, außerdem „Ambleside“ des Pianisten John Taylor, „Take the Coltrane“ von Duke Ellington und „Constellation“ von Charlie Parker, gemischt mit vier seiner eigenen, unverwechselbaren Melodien. All dies führe zu aufregenden und unerwarteten Ergebnissen, ganz gleich, wie vertraut das Ausgangsmaterial auch sein möge. Das Album sei ein Rückblick auf die Anfänge von Hal Galpers Hinwendung zum Rubatospiel.